# Ameisenbekämpfung

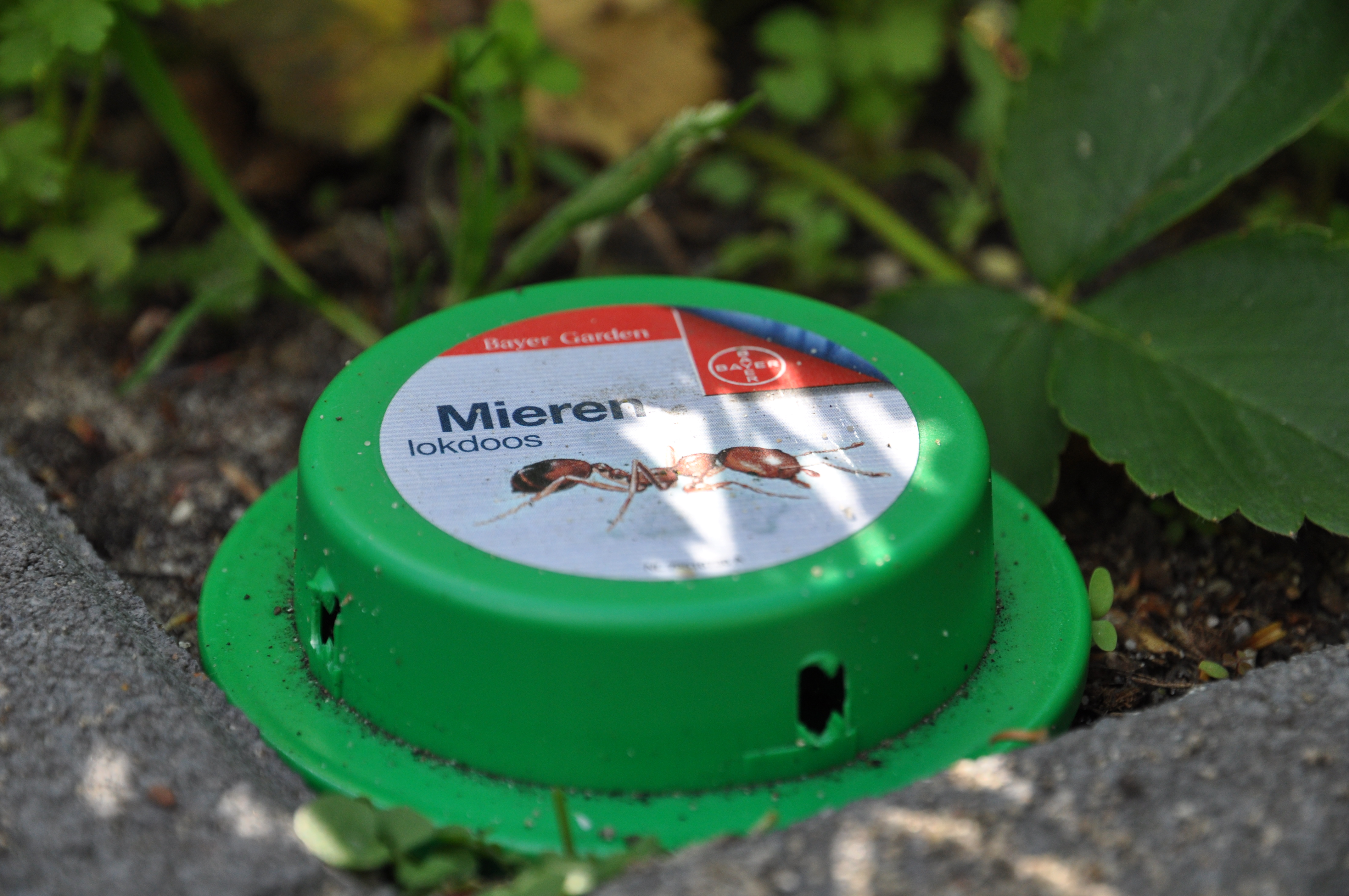
Köderdose mit Ameisengift

Die Bekämpfung von Ameisen (Formicidae) wird unter bestimmten Voraussetzungen als zulässig bewertet bei massenhaftem Auftreten im direkten Umfeld des Menschen.

## Mögliche Schäden durch Ameisen
Im menschlichen Wohn- und Arbeitsumfeld können folgende Schäden durch Ameisen auftreten:
- Vorratsschäden
- Materialschäden (z. B. verursachen manche Rossameisen Holzschäden[1])
- Gesundheitsschäden
- Schäden an Pflanzen

Zu den in Deutschland als problematisch eingestuften Arten zählen, insbesondere bei zahlreichem Auftreten, die Gemeine Rasenameise, die Schwarze Wegameise oder die Pharaoameise.

## Methoden

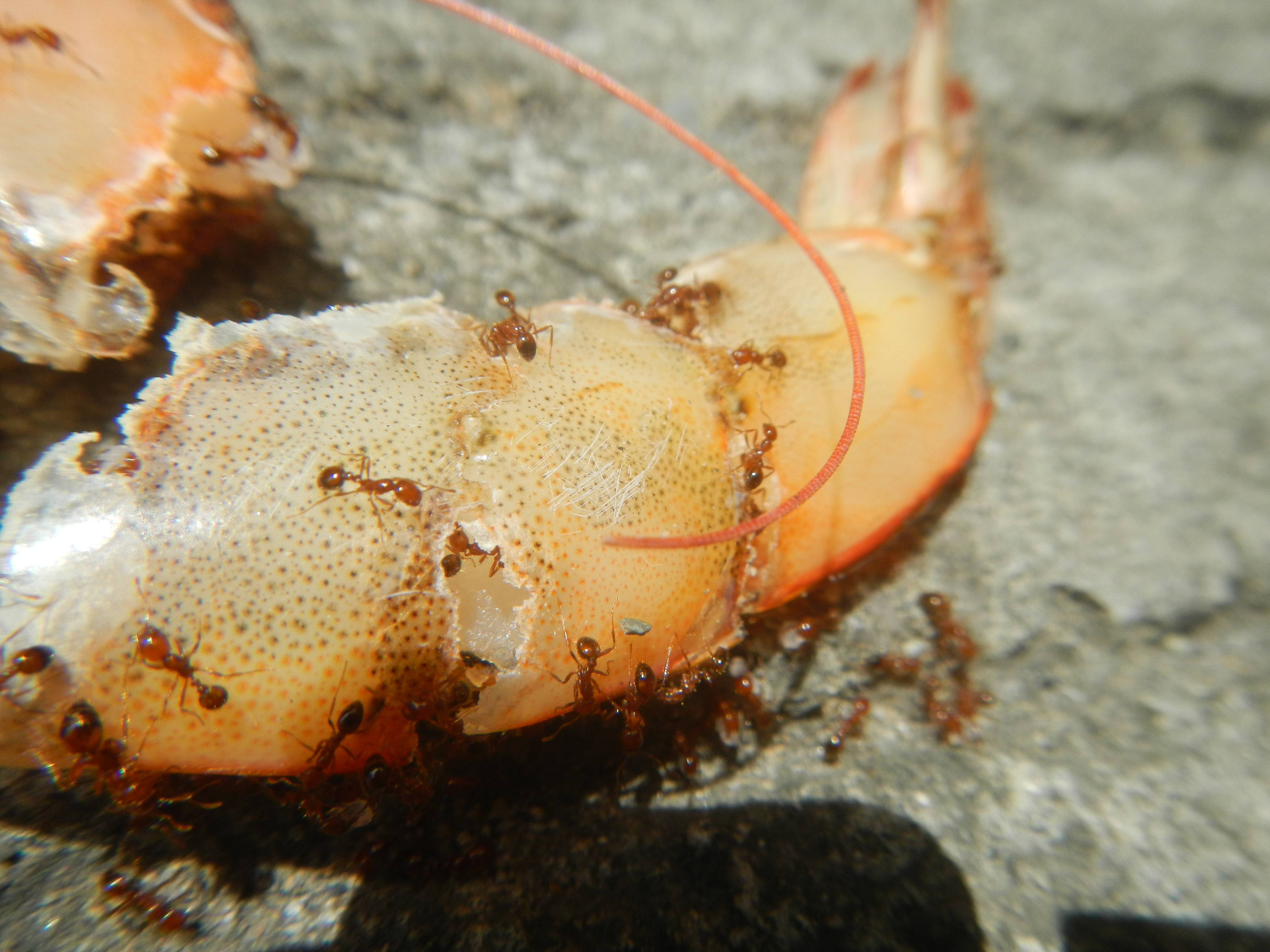
Ameisen werden besonders von proteinreichen Nahrungsmitteln angezogen

Zur Bekämpfung von Ameisen werden verschiedene Strategien verfolgt, die auch kombiniert angewendet werden können.
Die jeweiligen Methoden haben auf verschiedene Arten eine andere Wirkung: So ist z. B. die etwa zwei Millimeter große Pharaoameise, die Mitte des 19. Jahrhunderts aus den tropischen Gebieten eingeschleppt wurde, nicht an üblichen Ameisenködern interessiert, da sie frische, eiweißreiche Nahrung bevorzugt.

### Hausmittel
Es gibt unterschiedliche Hausmittel zur Bekämpfung und Abwehr von Ameisen.
- Vergrämung: stark riechende Stoffe, stören den Orientierungssinn der Ameisen und können diese vertreiben. Hierzu zählen unter anderem Essig, Teebaumöl, Zimt, Zitronenschalen, Majoran, Chili, Gewürznelken und Lavendel.[5][6]

- Ertränken: Nahrhafte Flüssigkeiten (Bier, Likör, Zuckerwasser etc.) werden in innen steilwandigen glatten Behältern (Schüsseln) angeboten und ggf. mit zusätzlichen Lockstoffen (z. B. Honig oder Zucker) versehen, in denen die Ameisen ertrinken. Diese Methode wirkt relativ unspezifisch.[3][5]

- Verwendung von Silikat aus Kieselgur als natürliches Biozid[1]

- Unterbrechen der Ameisenstraße: mit Kreide, Klebeband, Kupfer, Backpulver oder Kaffeesatz.[5][3][7][8]

- Errichtung von Barrieren: Ein Abdichten der betroffenen Einrichtung z. B. durch Dämmstoffe und Verfugung verhindert ein Eindringen der Insekten.[3]

- Klebefallen: Ameisen bleiben auf der Oberfläche von Klebefallen haften. Diese Methode dient in erster Linie dem Schädlingsmonitoring. Eine Bekämpfung mit Klebefallen, wie Leimringen oder Gelbtafeln ist aufwändig und unspezifisch.[9]

- Umsiedlung: Bei der Umsiedlung eines Ameisenvolks wird ein mit Nestbaumaterial befülltes Gefäß auf oder neben das Nest gestellt oder darüber gestülpt. Hierfür eignet sich beispielsweise ein großer Blumentopf (aus Ton), der mit feuchtem Stroh, Holzwolle oder Holzspänen gefüllt wurde. Ist das Volk, nach einigen Tagen bis einer Woche, in das Gefäß umgesiedelt, wird dieses an einem entfernten Ort wieder ausgesetzt.[1][5]

### Chemische Bekämpfung
- Vergiftung: Insektizide werden als Granulat, Gel, Zusatz von Gießwasser, Spray oder in speziellen Köderdosen in der Nähe der Ameisenstraße oder des Nestes appliziert. Da die Arbeiterinnen eines Ameisenstaates den Wirkstoff der Köder auch als Futter ins Nest verschleppen, wo das Gift die Königin erreicht, wird die ganze Kolonie betroffen. Im öffentlichen Bereich, wie auf Spielplätzen oder im Außenbereich von Kindertagesstätten werden unter anderem Giftstoffe wie Fipronil, Permethrin und Cyhalothrin eingesetzt.[10]

Der Einsatz von Pestiziden ist riskant, da neben der erwünschten Wirkung eine Reihe von ökologischen Nachteilen festgestellt wurde. Zu den größten, mit Bioziden assoziierten Umweltproblemen zählen die Verschmutzung des Grundwassers, die Belastung der Böden und die Auswirkungen auf andere Organismen, die nicht beseitigt werden sollten.
Mit dem Inkrafttreten der Paragraphen 10–13 der Biozidrechts-Durchführungsverordnung (ChemBiozidDV) zum 1. Januar 2025 sind Köderdosen mit Fraßgiften wie Spinosad oder Imidacloprid nicht mehr in Selbstbedienung erhältlich, sondern erst nach einem Aufklärungsgespräch durch eine sachkundige Person.

## Vorbeugende Maßnahmen

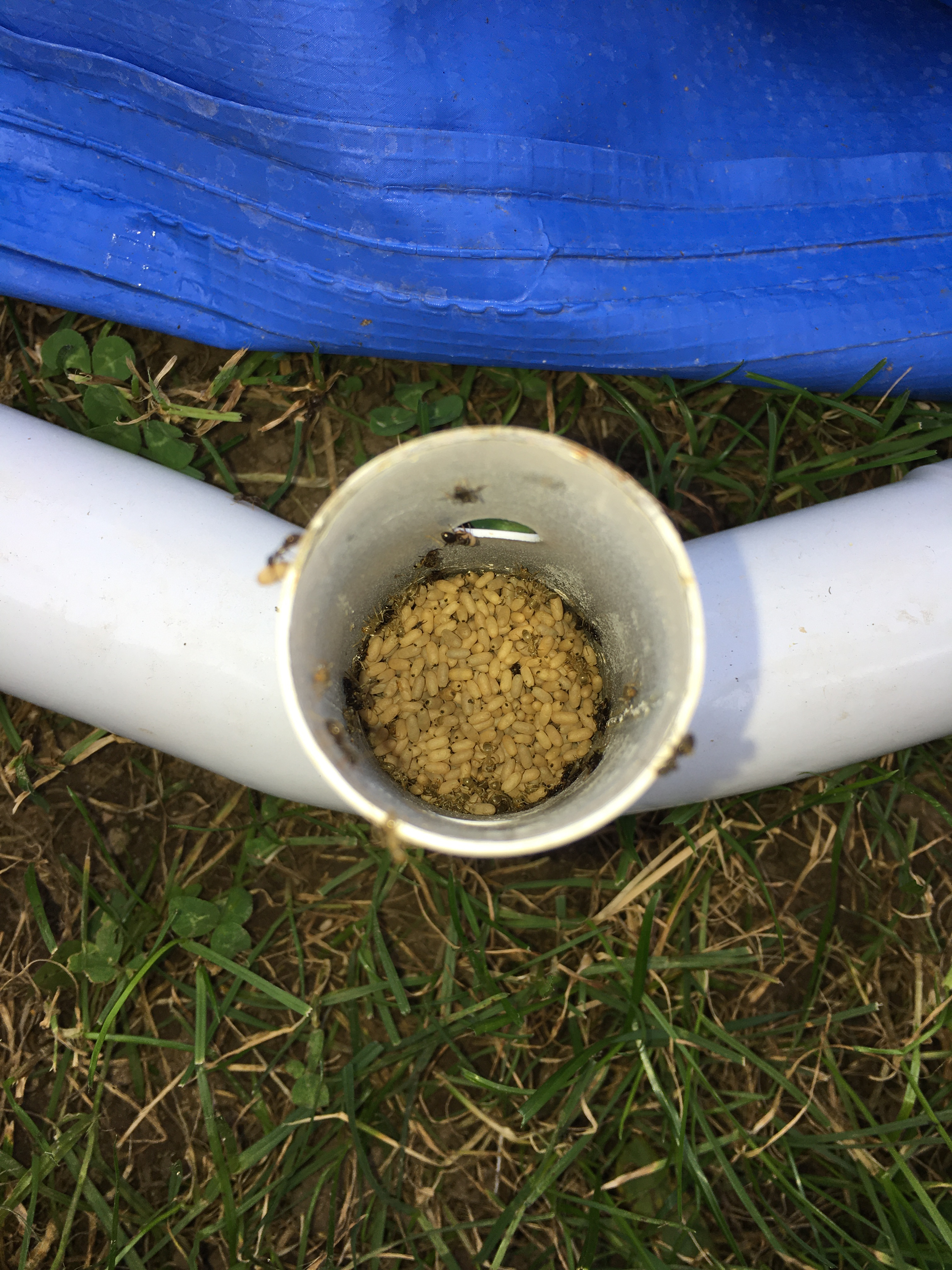
Ameisennest im Gestell eines Schwimmbeckens

Die folgenden Maßnahmen werden präventiv gegen die Ansiedlung oder Ausbreitung von Ameisen im Wohnumfeld angewendet:
- offen zugängliche Nahrungsmittel (bes. zuckerhaltige) und Essensreste dicht verschließen und zügig verräumen
- Haushaltsmüll mit Essensresten täglich entsorgen
- Arbeitsflächen regelmäßig mit heißem Wasser abwischen
- Tierfutterreste zügig entfernen
- Abdichten von Fugen und Ritzen am Boden, sowie Fenstern und Türen mit Silikon, Gips oder Acryl
- Fenster und Türen, wo nötig, zusätzlich mit klebendem Dichtungsband versiegeln.

- Ameisenarten wie z. B. die Schwarze Wegameisen bauen ihre Nest oft unter Gehweg- oder Terrassenplatten, insbesondere, wenn diese auf Sand verlegt wurden. Wo Ameisen viel Sand als Baumaterial abtragen, können die Platten instabil werden, daher wird vorbeugend Kies oder Split als Untergrundmaterial verwendet.[1][6]

## Geschützte Arten

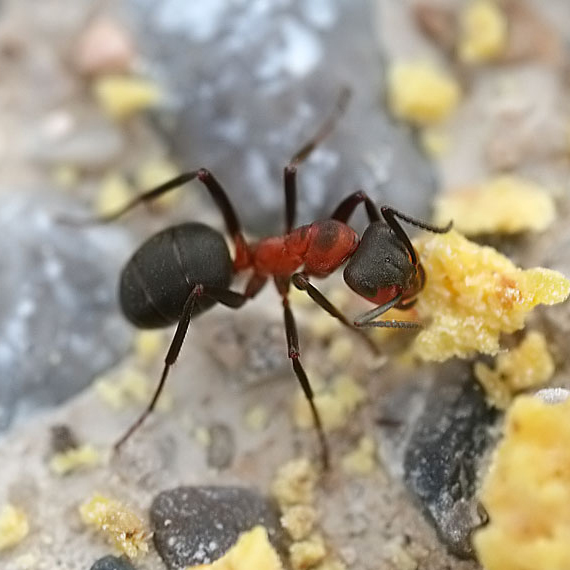
Nahaufnahme einer Roten Waldameise Formica rufa, deren Bekämpfung untersagt ist

Die Bekämpfung von Ameisenarten, die  unter Naturschutz stehen, ist nicht erlaubt.  Zu den Arten, die in Deutschland geschützt sind und deren Nester nicht zerstört werden dürfen, zählen insbesondere Waldameisen, wie:
- die Große Kerbameise
- die Kahlrückige Waldameise
- die Rote Waldameise
- die Strunkameise
- die Uralameise sowie
- die Starkbeborstete Gebirgswaldameise